# New York Fashion Week

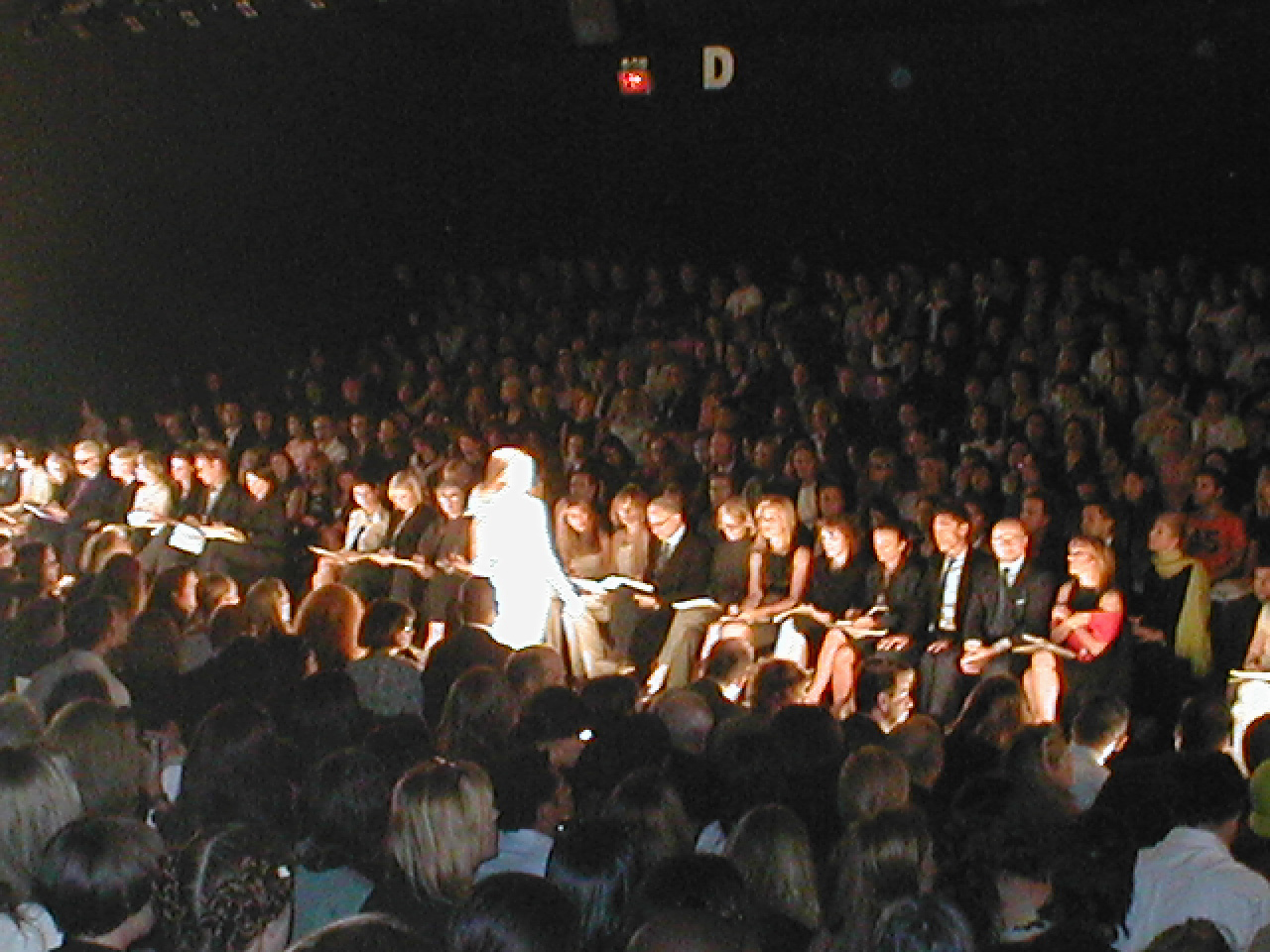
Model desfilant a la passarel·la de Michael Kors, en la Setmana de la Moda Tardor 2003 de la ciutat de Nova York.

La Setmana de la Moda de Nova York, en anglès: New York Fashion Week, oficialment anomenada com a Mercedes-Benz Fashion Week, és un esdeveniment semi anual de la setmana de la moda celebrada a la Ciutat de Nova York, tradicionalment al Bryant Park. És considerada com l'esdeveniment més important a nivell mundial en la indústria de la moda.

## Història
La primera Setmana de la Moda de Nova York, després anomenada com la "Setmana dels Mitjans", va ser la primera setmana de la moda a ser celebrada al món. La Setmana dels Mitjans o Press Week, va ser la primera setmana organitzada especialment per a un esdeveniment de modes. L'esdeveniment va ser celebrat el 1943, i va ser dissenyat per atraure l'atenció dels seguidors dels esdeveniments de modes francesos durant la Segona Guerra Mundial, quan els dissenyadors de modes no podien viatjar a París per veure els esdeveniments de moda. La publicista de modes Eleanor Lamber va organitzar un esdeveniment anomenat "Press Week" per mostrar els dissenys de dissenyadors nord-americans als dissenyadors de moda francesos, que sempre la criticaven per les seves innovacions. (Els compradors tenien permès anar als esdeveniments, però havien d'anar als showrooms dels dissenyadors.) La Setmana dels Mitjans va ser un èxit, i les revistes de moda com Vogue, que normalment estaven plenes de dissenyadors francesos, va començar a incrementar el nombre de dissenyadors de moda nord-americans.